# Carlo Andersen
Carlo Arnold Valdemar Andersen (født 5. marts 1904 på Frederiksberg, død 20. februar 1970 i Skuldelev) var en dansk forfatter. 
Fra 1921 til 1927 arbejdede han på kontor og blev dernæst fabrikant af kontor- og butiksinventar 1927-1931, og 1931-1940 arbejdede han som agent for et britisk verdensfirma.
Som forfatter debuterede han i 1938 med kriminalromanen Krigstestamentet og vandt samme år førstepræmien i en nordisk krimikonkurrence. Derefter fulgte flere kriminalromaner, Det tredie (1941), Politiet beder os efterlyse (1942), De tre Jokere (1943), Skaf en Sensation (1943), Coras Triumf (1943), Det afgørende Bevis (1944). Han skrev også en biografi om Henri Dunant samt En Skæbne under Genferkorset (1941), københavnerromanen To Aar er en Evighed (1941) og Gruppen Gorm (1945), der var en skildring af den danske modstandsbevægelses arbejde under den tyske besættelse.
Sammen med journalisten og forfatteren Knud Meister skrev han et stort antal ungdomsbøger, hvoraf mange er oversat til andre sprog. 
Den kendteste serie er drengebogsserien Jan-bøgerne. Under pseudonymet Lisbeth Werner skrev de Puk-bøgerne. Begge serier om teenage-detektiver.
Carlo Andersen var selv modstandsmand under besættelsen og leder af modstandsgruppen Gorm. Han boede sine sidste år i Skuldelev. 